# 鉢森山 (宮城県)

鉢森山（はちもりやま）は宮城県白石市にある山。

## 概要
標高561m。白石市中央部西側で白石中心街と山の反対側にある小原温泉街を分ける山。白石市大平森合、福岡蔵本、小原に跨り、白石市街から山並みを見ることが出来るほか山の中腹にある鉢森峠からは白石盆地の西側が一望できる。
鉢森山の鞍部には鉢森峠（標高450m / 幅員4m)が伸びており、同峠は江戸時代には白石と下戸沢宿を結び、山中七ヶ宿街道（現在の国道113号線）に接続する重要な道として使用されていた。この道を白石と米沢などを往来する人馬が越え、白石温麺、紙、コウゾ、魚などの商品が上下し、参勤交代にも使用された。明治18年に福岡蔵本から白石川沿いに伸びる小原新道が建設され廃れていったが、現在は市道鉢森線、作業路として使用されている。頂（山頂の東300m)には松の下に嘉右衛門という商人が狼害を防ぐために建てた「嘉右衛門山の神」の碑が残っており、古道の様相を呈している。

## アクセス
白石市内からマクドナルドのある国道4号（白石バイパス）の十字路を山側に向かい進む。東北自動車道をくぐり舗装道路が途切れる十字路が登山道入り口。未舗装の林道が山頂まで続く。

## 注意
- 観光地としての整備はされておらず、複数ある林道も一部で実質的に廃道と化している。また雨上がりなどでは濃い霧が出やすく入山時には特に注意がいる。
- 尾根沿いに送電線があり、工事関係車両が出入りすることがあるので徒歩による入山時には注意がいる。